# Інгрід, історія фотомоделі (фільм)
«Інгрід, історія фотомоделі» (нім. Ingrid - Die Geschichte eines Fotomodells) — західнонімецький фільм з Луї де Фюнесом.

## Сюжет
Це романтична історія про любовний трикутник: два фотографа закохуються в одну фотомодель.

## Цікаві факти
- Луї де Фюнес виконує невелику роль модельєра Д'Аріжо. Він вимовляє тільки два слова: «Модель Інгрід».